# 杜耶·艾杜科维奇
杜耶·艾杜科维奇（Duje Ajduković，2001年2月5日—），克罗地亚男子网球运动员。截至2024年9月，艾杜科维奇赢得2个ATP挑战巡回赛单打冠军和9次ITF男子世界网球巡回赛冠军（包括7次单打和2次双打冠军）。

## 职业生涯
艾杜科维奇在获得2021年克罗地亚乌马格公开赛单打和双打正赛外卡后，首次亮相ATP巡回赛正赛。
2023年8月，艾杜科维奇在德国吕登沙伊德通过预选赛进入正赛并在决赛中直落两盘击败乌戈·德里恩，赢得了他的第一个ATP挑战赛冠军。2024年4月1日，他的职业生涯新高达到了第115名，首次获得了直通ATP500赛事2024年巴塞罗那网球公开赛正赛资格。
他在巴斯塔德举办的2024年瑞典网球公开赛上首次打入巡回赛半决赛。随后在2024年拉法·纳达尔网球公开赛上获得了第2个挑战赛单打冠军。